# Чакчобен
Чакчобен, Chacchoben, на языке майя — «место красной кукурузы» — руины цивилизации майя примерно в 177 км к югу от Тулума и в 11 км от деревни, от которой они получили своё название.

## История
Поселение, превратившееся позднее в город майя, было основано около 200 года до н. э., а сохранившиеся сооружения датируются начиная с 700 года н. э.

## Современное открытие
В 1940-х годах невдалеке от руин была основана ферма семьи Кохуо (Cohuo), однако официально о руинах сообщил мексиканскому правительству в июне 1972 года доктор Питер Харрисон, археолог из США. Харрисон наткнулся на руины, пролетая на вертолёте над Мексикой: он обнаружил многочисленные холмы в преимущественно равнинной местности и предположил их искусственное происхождение. Под холмами были обнаружены храмы.

## Реставрация
В 1994 году мексиканский Национальный институт антропологии и истории (Мексика) (INAH) провёл раскопки и реставрацию руин, которые были открыты для посещения туристами с 2002 года.

## Чакчобен сегодня
Посетители руин Чакчобена проходят по круговой дороге, идущей вдоль трёх раскопанных и восстановленных пирамид, многих стен и лестниц. Продолжаются раскопки нескольких холмов, в которых обнаружены руины других зданий. На некоторых зданиях сохранились следы красной краски, которой они были первоначально покрыты, и мексиканский Институт антропологии и истории обеспечил защиту ряда фрагментов руин, чтобы не допустить дальнейшего разрушения краски под воздействием солнца.
В основании крупнейшей из пирамид обнаружена крупная каменная стела с надписью иероглифами майя.
Чакчобен — один из трёх наиболее популярных археологических памятников на юге штата Кинтана-Роо, к нему совершаются регулярные туристические поездки из порта Коста-Майя.